# تفشي حمى الضنك في باكستان 2019
تفشي حمى الضنك في باكستان 2019 في باكستان وفي صيف عام 2019 توفي أكثر من 47 شخصًا وأصيب أكثر من 30 ألفًا بحمى الضنك.
في أكتوبر لاحظ رئيس الوزراء عمران خان تفشي حمى الضنك في البلاد وطلب تقريرًا من المساعد الخاص لرئيس الوزراء حول الخدمات الصحية الوطنية الدكتور ظفر ميرزا.
في 10 أكتوبر 2019 أرسلت محكمة بيشاور العليا استدعاءً إلى وزير الصحة الإقليمي في خيبر باختونخوا لشرح الوضع المتعلق بتفشي حمى الضنك في أجزاء من المقاطعة.
اعتبارًا من نوفمبر 2019 تم الإبلاغ عن 44.000 حالة في البلاد مع 67 حالة وفاة. في ديسمبر ارتفع عدد القتلى إلى 91 مع إجمالي عدد الحالات عند 52485.